# Karpacka Młodzieżowa Liga Hokeja
Karpacka Młodzieżowa Liga Hokeja (ang.): Carpathian Junior Hockey League (CJHL) – juniorskie rozgrywki ligowe w hokeju na lodzie organizowane na Słowacji, w Polsce, na Ukrainie i Rumunii. Drużyny walczą o tytuł mistrza Karpackiej Młodzieżowej Ligi Hokeja. W dniach 28-31 marca 2019 turniej o mistrzostwo rozgrywany był w Sanoku na lodowisku Arena Sanok. Z polskich zespołów w rozgrywkach udział brały drużyny UKS Niedźwiadki MOSiR Sanok oraz Podhale Nowy Targ. UKS Niedźwiadki MOSiR Sanok zakończyły ten turniej ze srebrnym medalem